# レミー・マー
レミー・マー（Remy Ma、本名: レミー・スミス、1980年5月30日 - ）は、アメリカ合衆国ニューヨーク出身のラッパー、ソングライター。
ビッグ・パンに見出され、ファット・ジョーのグループ、テラー・スクワッドのメンバーとして活動し知名度を得る。2006年にデビューアルバム『There's Something About Remy: Based on a True Story』をリリース。2005年と2017年にはBETアワードの最優秀女性ヒップホップアーティスト賞を受賞している。

## 来歴

### 1980–2003: デビュー前とキャリア初期
ニューヨーク州ブロンクス区のキャッスルヒルの貧しい黒人家庭に生まれ育つ。幼いころから、家族の麻薬常用や年下の兄弟姉妹の世話をしなければならないなどの辛い現実から目をそらすために詩を書いていた。ノトーリアス・B.I.G.やウータン・クランの影響を受け12歳の頃からラップをはじめると、彼女の評判はすぐにブロンクスじゅうに広まり、当時彼女の家の近くに住んでいたビッグ・パンの耳にも届いた。知人に連れられてビッグ・パンの家に行き、一回フリースタイルセッションをしたのち、ビッグ・パンは彼女のラップの師となった。彼女は、ビッグ・パンのアルバム『Yeeeah Baby』に収められている「Ms. Martin」及び「You Was Wrong」でキャリアをスタートさせた。(この時はRemy Martin名義)

### 2004–2007:True StoryandThere's Something About Remy
ビッグ・パンの死後、ファット・ジョー率いるテラー・スクワッドに加わり、彼女が最初に参加したアルバム『True Story』からのシングル「Lean Back」は、グラミー賞 最優秀ラップ・パフォーマンス賞デュオまたはグループ部門にノミネートされるなど、大成功を収めた。その後リリースしたソロとしてのデビューアルバム『There's Something About Remy: Based on a True Story』からは、「Whuteva」「Conceited」「Feels So Good」の三曲がシングルカットされ、アルバムは発売から1週間で3万7000枚、一年で15万8000枚を売り上げた。

### 2008–2014: 結婚と服役
2008年に、Papooseと彼のいとこであるJames Phelps(ステージネームYoung Purp)は、彼とレミーは結婚する予定だと発表したが、発砲事件への関与でレミーが15年から25年にも及ぶ禁固刑に処せられる可能性が出てきたため、予定を変更して、刑務所内で挙式することにした。Papooseがレミーの収監されている留置所に鍵を持ち込もうとしてそれが発覚するという事件のため、式は一日延期されるというトラブルもあったが、2008年の5月に彼らは結婚した。なお前記の事件のため、Papooseは6ヵ月間レミーと面会するのを禁止された。

### 2015–現在: リアリティ番組、新アルバム
2015年にレミーは、テレビのリアリティーショー「Love & Hip Hop: New York 」の第六シーズンのメンバーに加わった。2016年にファット・ジョーは、Hiphop Wiredを通してレミーと共にアルバムを出すと明らかにした。彼は、アルバムからのファーストシングルは「All The Way Up」になり、それは フレンチ・モンタナとの共作になるだろうと発表したが、アルバム名は明らかにせず、「もうタイトルは決めてあるんだけど、法律上の問題がクリアできるか調べているところなんだ。」と語った。2016年3月2日にVibe.comのDarryl Robertsonの記事内で、アルバム名は『Plata O Plomo』になると明らかにした。これはスペイン語で「金か銃弾か」という意味である。この言葉は、コロンビアの麻薬密売組織の大物パブロ・エスコバルが語った言葉として有名である。

## 人物

### 逮捕と服役
2007年7月13日、レミーは、マンハッタンの飲食店の屋外で早朝に起きた発砲事件へ関与しているとして、ニューヨーク市警察に自首した。警察の発表によれば、ピザバーの外で、朝の4時頃にレミーと友人との間で口論が起こり、レミーは彼女の友人のMakeeda Barnes-Josephの腹に銃弾を撃ち込んだ。原因は、Makeeda Barnes-Josephがパーティー中にレミーから2000ドルを盗んだ事である。2008年3月27日レミーは暴行、銃器不法所持及び威圧の罪を宣告された。なお、証人買収と集団暴行の罪からは免訴された。この事件によりレミーは実刑となり、6年間の服役の後2014年8月1日に出所した。

## ディスコグラフィ
スタジオ・アルバム
- There's Something About Remy: Based on a True Story (2006年)